# Jiyuan

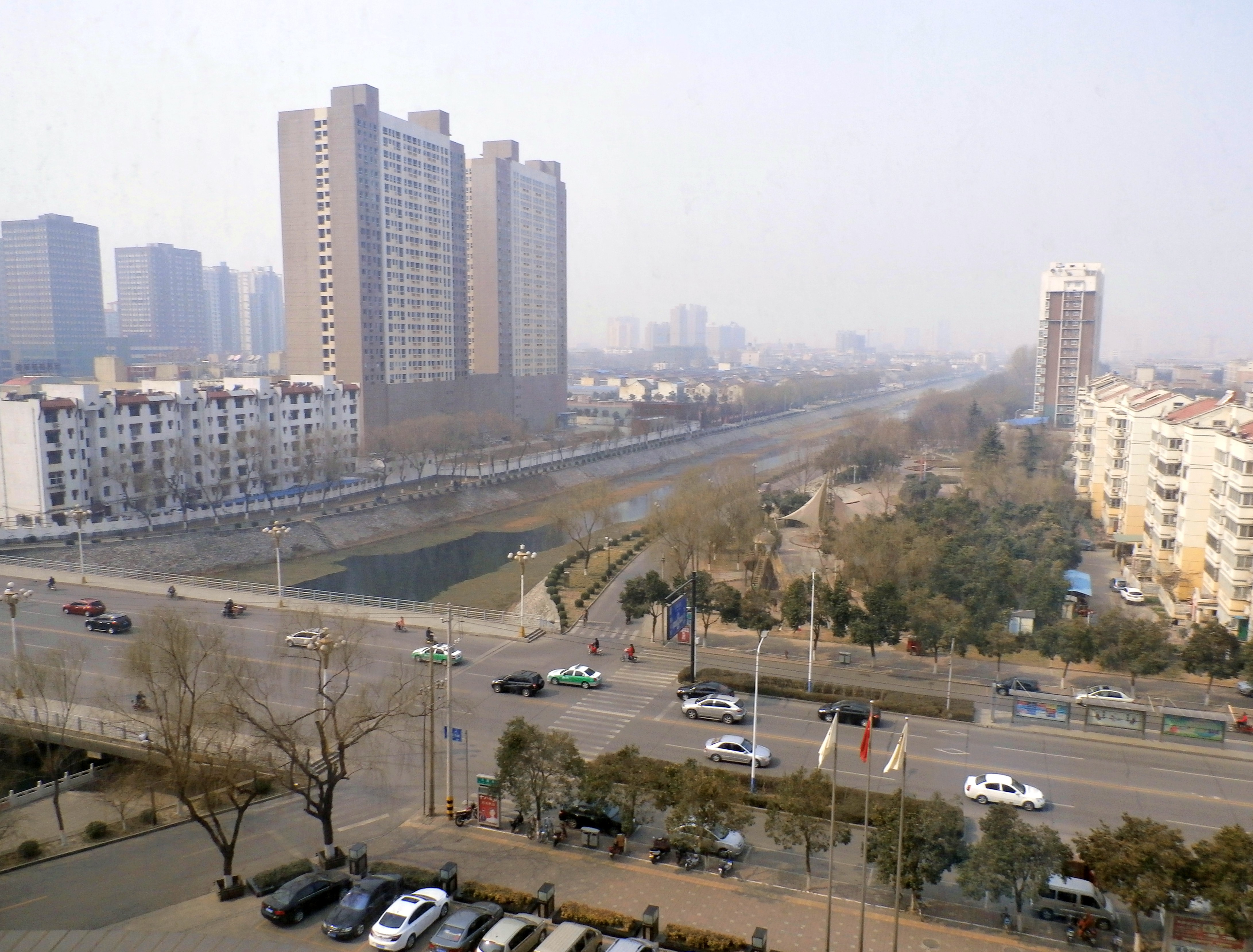
Blick über Jiyuan

Jiyuan (chin.: 濟源市 / 济源市; Pinyin: Jǐyuán Shì) ist eine kreisfreie Stadt in der chinesischen Provinz Henan. Jiyuan besitzt eine Fläche von 1931 km².
Ende 2020 lebten dort 727.265 Menschen, davon 135.065 mit Hochschulabschluss.
Hauptwirtschaftszweig von Jiyuan ist die Montanindustrie. Die Stadt war 2022 der viertgrößte Produzent von Blei sowie der größte Produzent von Silber in China; 12 % des chinesischen Silbers kamen aus Jiyuan. Außerdem befindet sich dort ein großes Stahlwerk. Der Schriftsteller Li Er wurde am 15. Oktober 1966  im Dorf Wulongtou (五龙头村) der Großgemeinde Wulongkou geboren.

## Geschichte

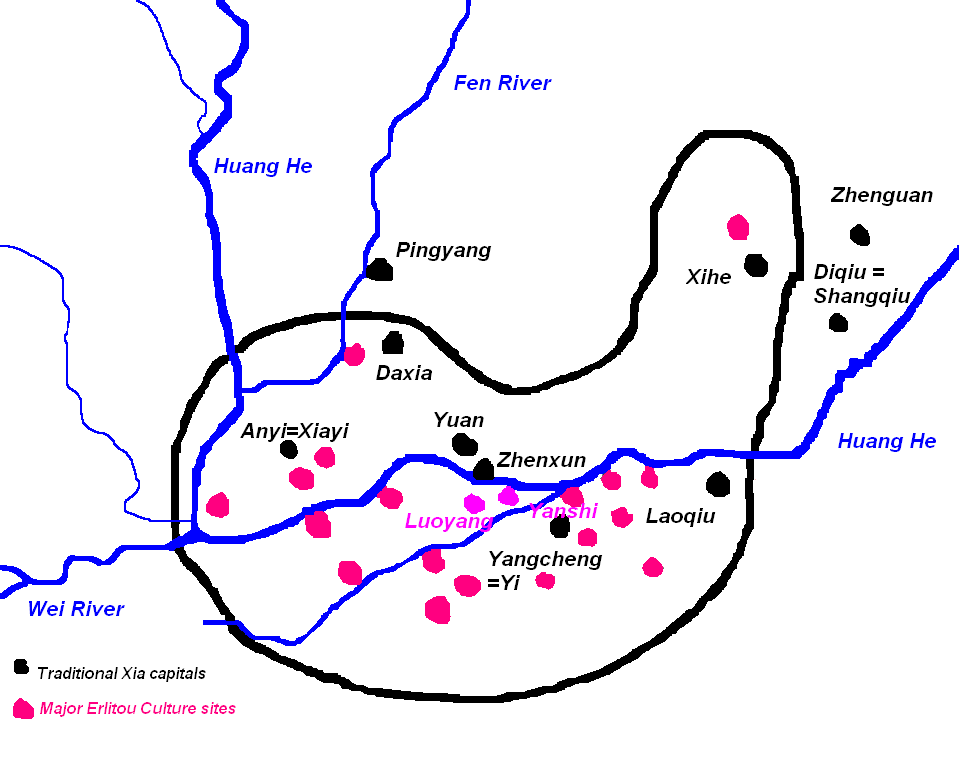
Lage von Yuan im Herrschaftsgebiet der Xia-Dynastie

Jiyuan wurde um 2000 v. Chr. unter dem Namen „Yuan“ (原) gegründet, als König Shaokang, der sechste Herrscher der Xia-Dynastie, die Hauptstadt seines Reichs von Zhenxun, dem heutigen Yanshi, in die Gegend des ehemaligen Bahnhofs im Nordwesten von Jiyuan verlegte. Während der folgenden Shang-Dynastie und der Westlichen Zhou-Dynastie bestanden auf dem Gebiet von Jiyuan eine Reihe mehr oder weniger unabhängiger Fürstentümer. Während der Zeit der Frühlings- und Herbstannalen (770–476 v. Chr.) gehörte die Stadt dann zuerst zum Staat Zheng (das heutige Henan), dann zu Jin, dem heutigen Shanxi. Als Jin im 4. Jahrhundert v. Chr. in drei Staaten zerfiel, gehörte Jiyuan zuerst zu Han, dann zu Wei.
Zu Beginn der Qin-Dynastie (221–207 v. Chr.) wurde auf dem Gebiet von Jiyuan mit Zhi (轵县) erstmals ein Kreis eingerichtet, der Amtssitz des Landrats befand sich in der heutigen Großgemeinde Zhicheng. In der Han-Dynastie kamen dann noch die Kreise Qinshui (沁水县) mit Amtssitz im Dorf Wangzhai (王寨村) der Großgemeinde Wulongkou und der Kreis Bo (波县) mit Amtssitz im Dorf Peicheng (裴城村) der Großgemeinde Lilin hinzu. Während der auf die Han-Dynastie folgenden Zeit der Drei Reiche gehörte das Gebiet des heutigen Jiyuan zur Kommandantur Henei (河内郡) der Wei-Dynastie. Der Kreis Bo wurde aufgelöst und es existierten nur noch die Kreise Zhi und Qinshui. Dieser Zustand bestand bis zur Nördlichen Qi-Dynastie (550–577), als das Gebiet von Qinshui dem Kreis Zhi zugeschlagen wurde. Im Jahr 596 der Sui-Dynastie wurde der nördliche Teil des Kreises Zhi abgetrennt und der Kreis Jiyuan, in der heutigen Schreibweise, gegründet.
Der Name – „Ursprung des Ji“ – leitet sich von dem Fluss Ji (济水) ab, einem der vier großen Flüsse des alten China (Si Du bzw. 四渎; die anderen drei waren Jangtsekiang, Gelber Fluss und Huai He), der im Wangwu Shan nordwestlich der Stadt entsprang.

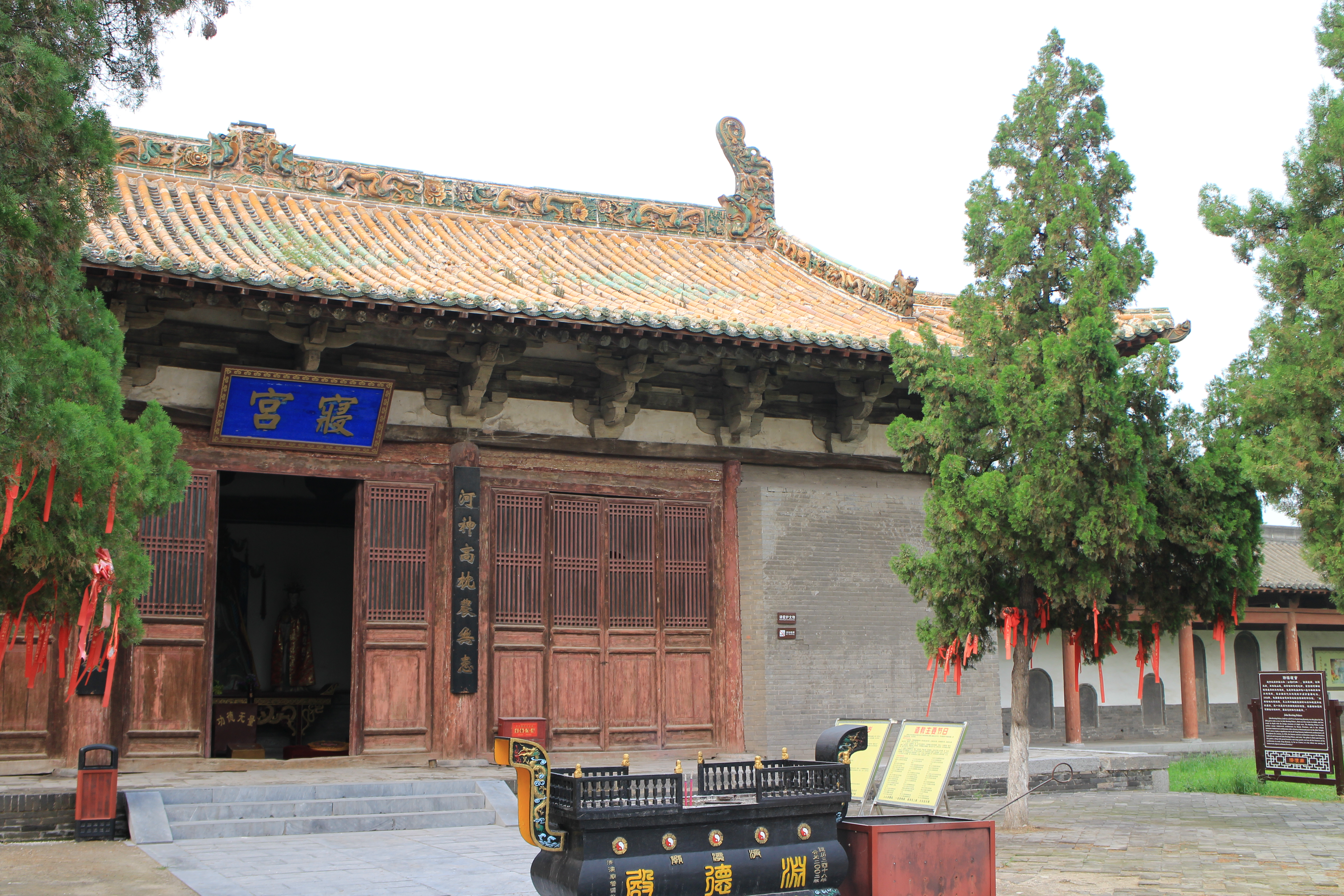
Jidu-Tempel, Schlafpalast aus der Nördlichen-Song-Dynastie

Bereits im Jahr 582, ein Jahr nach der Gründung der Sui-Dynastie, hatte Kaiser Yang Jian im heutigen Straßenviertel Beihai den Jidu-Beihai-Tempel (济渎北海庙) bauen lassen, wo Abgesandte des Kaiserhofs dem Flussgott sowie dem Gott des Nordmeers (北海, der heutige Golf von Bohai) opferten. Auch während der folgenden Dynastien – die Bezeichnung der Stätte wurde später zu „Jidu-Tempel“ verkürzt – wurde dort dem Flussgott geopfert, bis der Ji im Jahr 1855 der Qing-Dynastie verschwand, als der Gelbe Fluss nach schweren Überschwemmungen seinen Lauf änderte und sein Bett übernahm. Das älteste erhaltene Gebäude des Tempels, der am 20. November 1996 unter Denkmalschutz gestellt wurde, ist der Schlafpalast (寝宫) aus der  Nördlichen Song-Dynastie (960–1126), ein Teil der Tempelmauer stammt noch aus der Tang-Dynastie (618–907).
Während der Tang-Dynastie gab es zahlreiche Verwaltungsreformen, Kreise wurden gegründet und wieder aufgelöst. Am Ende der Dynastie existierten auf dem Gebiet des heutigen Jiyuan der Kreis Jiyuan, der zur Präfektur Mengzhou gehörte, sowie die Kreise Wangwu und Heqing (河清县), die zur Präfektur Henan, dem heutigen Luoyang, gehörten. Während der Nördlichen Song-Dynastie wurden dann alle drei Kreise der Präfektur Mengzhou unterstellt. Nachdem die Jurchen im Jahr 1127 Kaifeng, die damalige Hauptstadt Chinas, erobert und sich die Regierung über den Huai He nach Hangzhou zurückgezogen hatte, wurde die Präfektur Mengzhou mit den Kreisen Jiyuan und Wangwu – Heqing gehörte weiterhin zu Henan bzw. Luoyang – in das Herrschaftsgebiet der Jin-Dynastie integriert.

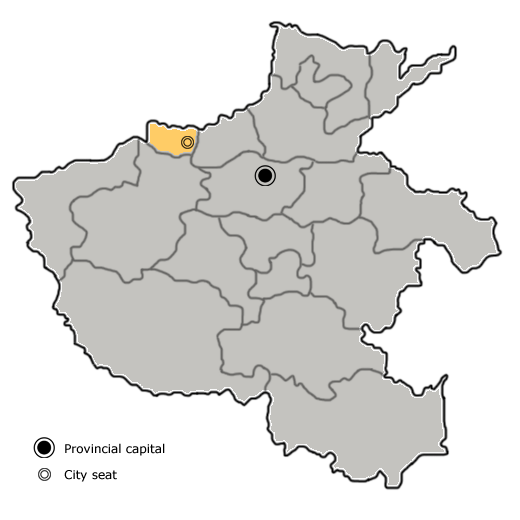
Lage von Jiyuan in Henan

Zu Beginn der mongolischen Yuan-Dynastie (1271–1368) wurde das Gebiet von Wangwu dem Kreis Jiyuan zugeschlagen, der ab 1914 dem Regierungsbezirk Hebei (河北道, nicht zu verwechseln mit der Provinz gleichen Namens) unterstellt wurde. 1927 bis 1932 war Jiyuan für eine Weile direkt der Provinz Henan unterstellt, dann wurden die beiden Kreise Jiyuan und Wangwu wieder getrennt und dem Regierungsbezirk Yubei (豫北道, im Prinzip der alte Regierungsbezirk Hebei) zugeteilt. Im Rahmen des Antijapanischen Kriegs wurde im Juli 1942 – die Gegend wurde damals von der Roten Armee kontrolliert – die Antijapanisch-Demokratische Kreisregierung von Jiyuan (济源县抗日民主政府) gegründet, im Frühjahr 1943 folgte die Antijapanisch-Demokratische Kreisregierung von Wangwu (王屋县抗日民主政府). Nach dem Sieg über Japan wurden die beiden Regierungen 1946 in Demokratische Kreisregierungen umbenannt. Im Juli 1947 wurde der Kreis Wangwu aufgelöst und ein Teil seines Gebiets Jiyuan zugeschlagen.
Am 20. August 1949 wurde aus einigen Präfekturen im Norden von Henan und im Westen von Shandong die Provinz Pingyuan (平原省) geschaffen, Provinzhauptstadt war Xinxiang. Jiyuan war Teil der neuen Provinz, die jedoch am 15. November 1952 wieder aufgelöst wurde. Die einzelnen Verwaltungseinheiten wurden wieder ihren ursprünglichen Provinzen zugeteilt, im Falle von Jiyuan also Henan. Als übergeordnete Verwaltungseinheit wurde aus dem Henaner Teil von Pingyuan das Sondergebiet Xinxiang (新乡专区) gebildet, ab 1970 „Gebiet Xinxiang“ (新乡地区). Im März 1986 wurde das Gebiet Xinxiang aufgelöst und der Kreis Jiyuan der bezirksfreien Stadt Jiaozuo unterstellt. Am 25. Juni 1988 erteilte der Staatsrat der Volksrepublik China die Genehmigung, Jiyuan zur kreisfreie Stadt hochzustufen; die formale Umstellung wurde am 1. Oktober 1988 vollzogen. Jiyuan unterstand jedoch weiterhin Jiaozuo. Mit Wirkung vom 1. Januar 1997 wurde Jiyuan schließlich nach Genehmigung durch den Staatsrat aus der Zuständigkeit von Jiaozuo herausgelöst und direkt der Provinzregierung unterstellt.

## Administrative Gliederung

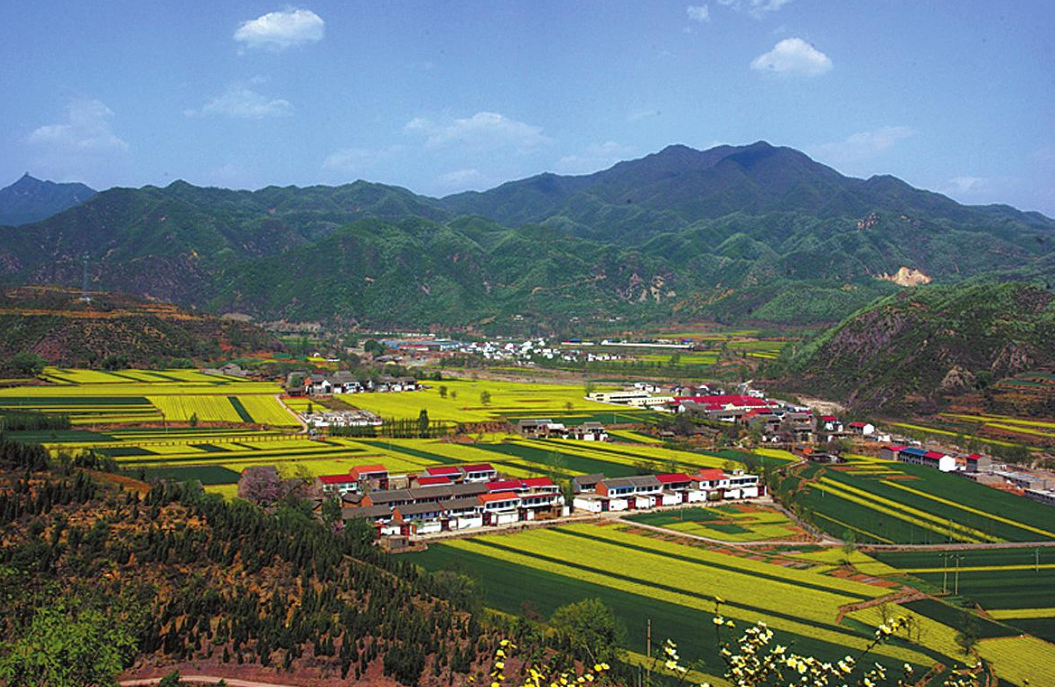
Wangwu Shan

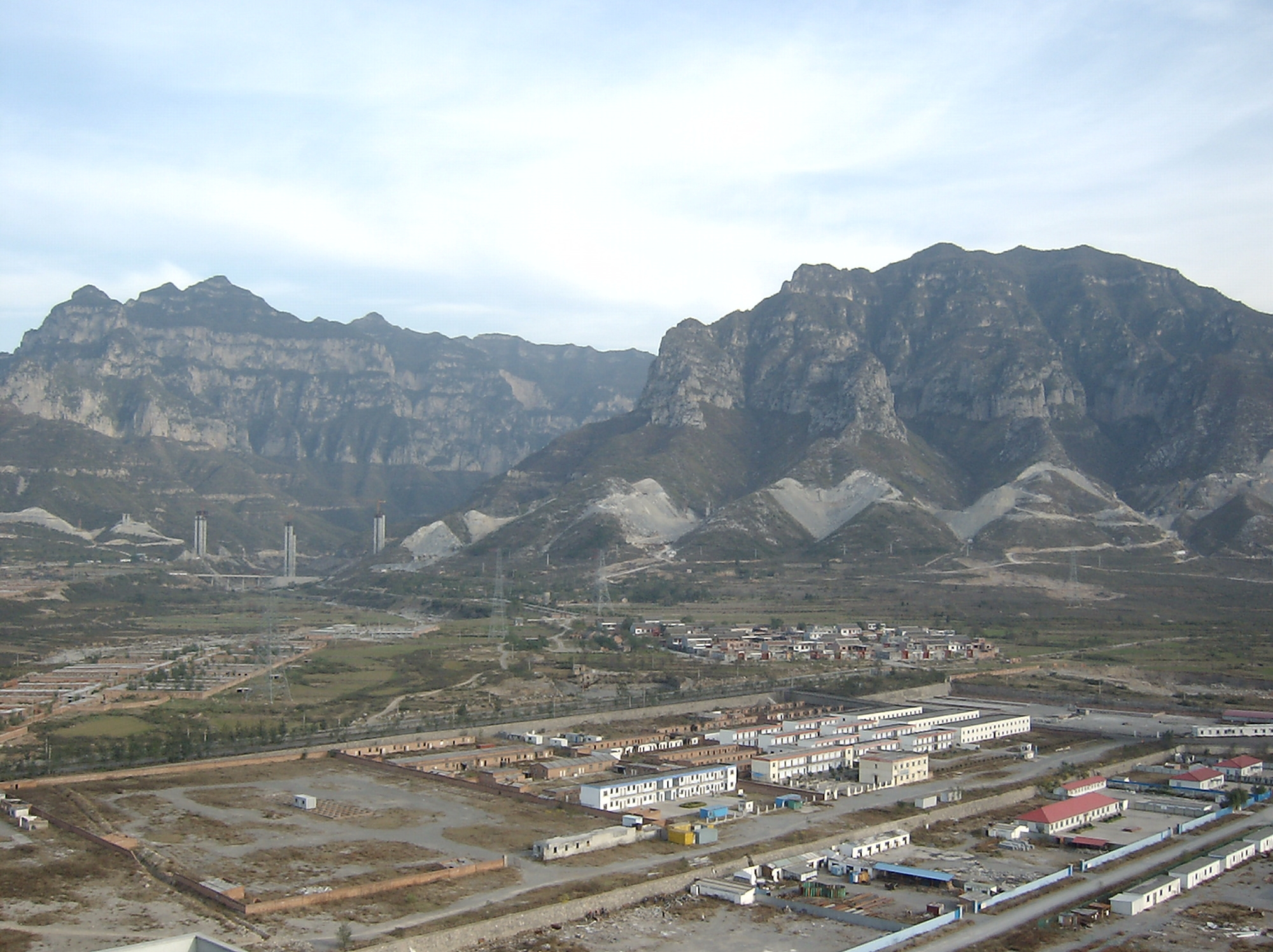
Wulongkou mit Taihangshan

Auf Gemeindeebene setzt sich Jiyuan aus fünf Straßenvierteln und elf Großgemeinden zusammen.
Diese sind:
- Straßenviertel Beihai (北海街道);
- Straßenviertel Jishui (济水街道);
- Straßenviertel Qinyuan (沁园街道), Sitz der Stadtregierung;
- Straßenviertel Tiantan (天坛街道);
- Straßenviertel Yuquan (玉泉街道);
- Großgemeinde Chengliu (承留镇);
- Großgemeinde Dayu (大峪镇);
- Großgemeinde Kejing (克井镇);
- Großgemeinde Lilin (梨林镇);
- Großgemeinde Potou (坡头镇);
- Großgemeinde Shaoyuan (邵原镇);
- Großgemeinde Sili (思礼镇);
- Großgemeinde Wangwu (王屋镇);
- Großgemeinde Wulongkou (五龙口镇);
- Großgemeinde Xiaye (下冶镇);
- Großgemeinde Zhicheng (轵城镇).

## 1. Gymnasium
Das 1. Gymnasium von Jiyuan (济源第一中学) geht zurück auf die 1926 von der Kuomintang-Regierung gegründete und zunächst im Konfuzius-Tempel (文庙) untergebrachte Pädagogische Lehranstalt Jiyuan (济源师范讲习所). Im August 1928 – Jiyuan unterstand nun direkt der Provinz Henan – wurde die Einrichtung in „Pädagogische Schule Jiyuan“ (济源师范学校) umbenannt und wenig später in den Jidu-Tempel verlegt, der seit 1855 keine religiöse Funktion mehr hatte. Die Lehrer Dang Jixin (党继新) und Xue Zizhong (薛子中) gehörten zu den frühen KPCh-Mitgliedern im Kreis. Unterstützt von Schuldirektor Lü Tianying (吕天英), der dann auch weitere Kommunisten als Lehrer einstellte, nutzten sie ihren Status, um die Jugendlichen entsprechend zu beeinflussen und eine örtliche Parteiorganisation aufzubauen.
Als 1932 das Gebiet von Jiyuan in zwei Kreise aufgeteilt wurde, wurde die Schule aufgelöst.
Ab 1942 wurde die Gegend von der Roten Armee kontrolliert, es wurden Demokratische Kreisregierungen eingesetzt. Nachdem im Juli 1947 das Gebiet von Jiyuan bei einer Verwaltungsreform signifikant vergrößert worden war, wurde im Winter 1947 das Gymnasium Nordhebei (豫北中学) gegründet, in dem auch Lehrerbildungskurse abgehalten wurden. Die Lehrerausbildung wurde später ausgelagert und hierzu mit der Pädagogischen Landwirtschaftsschule Jiyuan (济源农民师范) eine eigene Lehranstalt geschaffen. Das Gymnasium wurde Anfang 1948 wieder in den Jidu-Tempell verlegt und in „Pädagogische Kreislehranstalt Jiyuan“ (济源县立师范) umbenannt. Bis dahin wurden an der Einrichtung nur ältere Schüler unterrichtet. 1950 wurde jedoch eine gymnasiale Unterstufe hinzugefügt.
Als die Provinz Pingyuan am 15. November 1952 aufgelöst wurde, wurde die Schule in „1. Unterstufengymnasium des Kreises Jiyuan“ (济源县第一初级中学) umbenannt und ab dem folgenden Jahr keine Oberstufenschüler mehr aufgenommen. 1956 wurden dann jedoch zwei Oberstufenklassen geschaffen, die Schule erhielt ihren heutigen Namen. Beim Ausbruch der Kulturrevolution im Sommer 1966 wurde das Gymnasium schwer verwüstet. Der Unterricht wurde eingestellt und die historischen Gebäude von der Volksbefreiungsarmee übernommen. 1973 wurde der Unterricht mit vier Klassen wieder aufgenommen. Der Jidu-Tempel wurde zwar erst 1996 zum Nationalen Kulturdenkmal erklärt, die Stadtregierung und der Ortsverband der KPCh beschlossen jedoch bereits 1991, aus Denkmalschutzgründen und wegen des gestiegenen Platzbedarfs auf einem 7,3 ha großen Grundstück etwa 1 km östlich des Tempels moderne Schulgebäude zu errichten. Im Mai 1992 begann dort der Unterricht.
Im August 2022 erlangte das 1. Gymnasium internationale Bekanntheit, als dort im Schulhof eine Nutzlastverkleidung ausgestellt wurde, die beim Start der Orbitalstufe des Wiederverwendbaren Raumtransportsystems am 4. August 2022 verwendet worden war.